# Алексеев, Олег Александрович
Олег Александрович Алексеев (27 марта 1953 — 30 июля 2015) — советский, бурятский спортсмен, борец вольного стиля, чемпион Европы и обладатель Кубка мира, заслуженный тренер РСФСР.

## Биография
Родился в улусе Мурин Эхирит-Булагатского района Усть-Ордынского Бурятского автономного округа. Вольной борьбой увлекся в детстве, когда его старший брат Вячеслав привел его в секцию вольной борьбы, где в то время работал тренером Константин Баймеев. Опытный тренер сразу заметил талантливого мальчика, отметив его природные данные, трудолюбие и целеустремленность. Именно под руководством Баймеева к Олегу пришли первые спортивные успехи, в том числе третье место в детском всероссийском турнире в городе Орджоникидзе[уточнить].

### Спортивная карьера
После переезда в Улан-Удэ поступает на спортивный факультет Бурятского пединститута (БГПИ, ныне БГУ) и продолжает заниматься вольной борьбой. Надо отметить, что в 1970-х годах секция вольной борьбы в БГПИ была одна из сильнейших в Сибири, конкуренция здесь была очень острой. И на этом фоне Олег Алексеев не потерялся, наоборот, вышел на лидирующие позиции. Так, он первым из бурятских борцов стал чемпионом СССР среди студентов и сельских спортсменов, выиграл престижный турнир на призы Спорткомитета СССР.
Дипломированным специалистом по физкультуре он начал работать в другом бурятском вузе, ВСТИ (ныне ВСГУТУ), где продолжил свои тренировки уже под руководством Геннадия Баймеева, родного младшего брата Константина Баймеева. С середины 1970-х годов у спортсмену приходят его главные победы на всесоюзном и международном уровнях. В 1976 году Олег побеждает на международном турнире имени Дана Колова и первым из бурятских борцов выполняет заветный норматив мастера спорта международного класса по вольной борьбе, становится членом сборной СССР.
В 1979 году выиграл Тбилисский международный турнир, называемый у борцов малым чемпионатом мира. И в том же году Олег Алексеев одерживает свои самые значительные победы в своей спортивной карьере — завоёвывает звание чемпиона Европы в весе до 82 кг, в финале одолев сильного венгра Иштвана Ковача. В том же году занимает первое место в командном зачёте Кубка мира в Толидо (США). Ему присваивается звание заслуженного мастера спорта СССР.

### Тренерская карьера
Закончив спортивную карьеру, полностью перешёл на тренерскую работу и в этом качестве подготовил немало борцов, самым успешным из которых стал Сергей Замбалов. Под руководством Олега Алексеева Сергей выиграл чемпионат СССР по вольной борьбе 1990 года. За это достижение ему было присвоено звание заслуженного тренера РСФСР.
Именем Олега Александровича Алексеева назван современный спортивный комплекс в посёлке Усть-Ордынский.
Скоропостижно скончался 31 июля 2015 года.